# Qu'est-ce qui fait marcher les sages ?
Albums de Sages Poètes de la rue
Jusqu'à l'amour
(1998)
Qu'est-ce qui fait marcher les sages ? est le premier album des Sages Poètes de la rue.
L'histoire de l'interlude Soirée coupe gorge est racontée par Malekal.

## Liste des titres
| No  | Titre                                      | Auteur | Durée |
| --- | ------------------------------------------ | ------ | ----- |
| 1.  | Je décompose les mots (intro)              |        | 1:48  |
| 2.  | Qu'est-ce qui fait marcher les sages?      |        | 4:28  |
| 3.  | Pas besoin d'apparaître dur                |        | 4:17  |
| 4.  | Amoureux d'une énigme                      |        | 5:46  |
| 5.  | Le bon vieux temps                         |        | 5:18  |
| 6.  | Soirée coupe gorge                         |        | 1:46  |
| 7.  | Un noir tue un noir                        |        | 4:09  |
| 8.  | L'histoire commence en partant du zéro     |        | 4:53  |
| 9.  | Ne cours pas                               |        | 5:00  |
| 10. | Les beaux jours viendront                  |        | 6:02  |
| 11. | Le peuple a raison feat. Black Jack        |        | 4:44  |
| 12. | Teknik dans la peau                        |        | 5:59  |
| 13. | Le son (éveille...)                        |        | 4:42  |
| 14. | Quoi d'neuf (interlude)                    |        | 1:31  |
| 15. | Tu dormiras au fond de ma rue feat. Pleofi |        | 5:02  |
| 16. | Les filles sont belles                     |        | 4:12  |
| 17. | Un monde étrange                           |        | 3:53  |